# Boris Kołokołow
Boris Leonidowicz Kołokołow (ros. Борис Леонидович Колоколов, ur. 9 listopada 1924 w Symferopolu, zm. 5 października 2013) – radziecki i rosyjski dyplomata.

## Życiorys
Od lipca 1943 do maja 1945 służył w Armii Czerwonej, walczył w składzie Gwardyjskiej Dywizji Lotniczej Bombowców Dalekiego Zasięgu, skończył lotniczą szkołę techniczną, od lipca 1943 do kwietnia 1950 był wojskowym mechanikiem lotniczym. W 1956 ukończył Moskiewski Państwowy Instytut Stosunków Międzynarodowych, potem pracował jako tłumacz w Wydziale Europejskim ONZ w Genewie, a 1962-1973 w Wydziale Protokolarnym Ministerstwa Spraw Zagranicznych ZSRR, gdzie był m.in. II sekretarzem i kierownikiem działu. Od 17 listopada 1973 do 28 marca 1981 był ambasadorem nadzwyczajnym i pełnomocnym ZSRR w Tunezji, od kwietnia 1981 do lutego 1996 był zastępcą ministra spraw zagranicznych RFSRR/Federacji Rosyjskiej, potem zakończył służbę dyplomatyczną.

## Odznaczenia
- Order Czerwonego Sztandaru Pracy
- Order Wojny Ojczyźnianej II klasy
- Order Czerwonej Gwiazdy
- Order Przyjaźni Narodów
- Medal „Za zasługi bojowe”
- Medal „Za pracowniczą dzielność”
- Medal „Za zdobycie Berlina”
- Medal „Za zdobycie Królewca”
- Medal „Za zdobycie Budapesztu”

I wiele innych.